# Верехани
Верехани — топонім, який має декілька значень. Ця сторінка значень містить посилання на статті про кожне з них.
- Верехани (пол. Werechanie) — село в Польщі, в гміні Рахані Томашівського повіту Люблінського воєводства
- Верехани-Гаївка (пол. Werechanie-Gajówka; укр. Верехани-Гаївка) — колишнє село тепер присілок (або ж частина села) українського Закерзоння (в історичному Надсянні), що перебуває тепер у Польщі
- Верехани-Колонія (пол. Werechanie-Kolonia; укр. Верехани-Колонія) — колишнє село тепер присілок (або ж частина села) українського Закерзоння (в історичному Надсянні), що перебуває тепер у Польщі